# Denis Hennequin

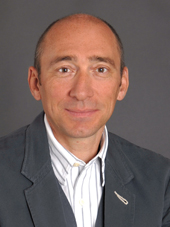
Denis Hennequin

Denis Hennequin (* 8. Juni 1958) ist ein französischer Manager.

## Leben
Hennequin studierte Rechtswissenschaften an der Université Panthéon-Assas.
Nach seinem Studium erhielt er eine Anstellung im US-amerikanischen Konzern McDonald’s. 2004 wurde Hennequin zum Vizepräsidenten von McDonald’s Europa ernannt und arbeitete in dieser Funktion sehr eng mit Russ Smyth, Präsident von McDonald’s Europe, bis zu dessen Ausscheiden aus dem Unternehmen zusammen. Er stieg im Unternehmen ab 2005 bis zum Präsidenten von McDonald’s Europa auf und war für die Unternehmenstätigkeit in 51 Ländern verantwortlich, nachdem er zuvor 1996 bis 2004 als Präsident und Management-Direktor von McDonald’s Frankreich tätig war.
2010 verließ Hennequin das Unternehmen McDonald’s, wechselte zum französischen Hotelunternehmen Accor, dessen Leitung er im Januar 2011 als Nachfolger von Gilles Pélisson übernahm.
Hennequin ist verheiratet und hat drei Kinder.

## Bibliografie
- 2009: Mc Do se met à table